# منتخب نييوي لدوري الرغبي
منتخب نييوي لدوري الرغبي (بالإنجليزية: Niue national rugby league team)‏ هو ممثل نييوي الرسمي في المنافسات الدولية في دوري الرغبي
.

## وصلات خارجية
- الموقع الرسمي